# Komisariat Straży Celnej „Bogusze”

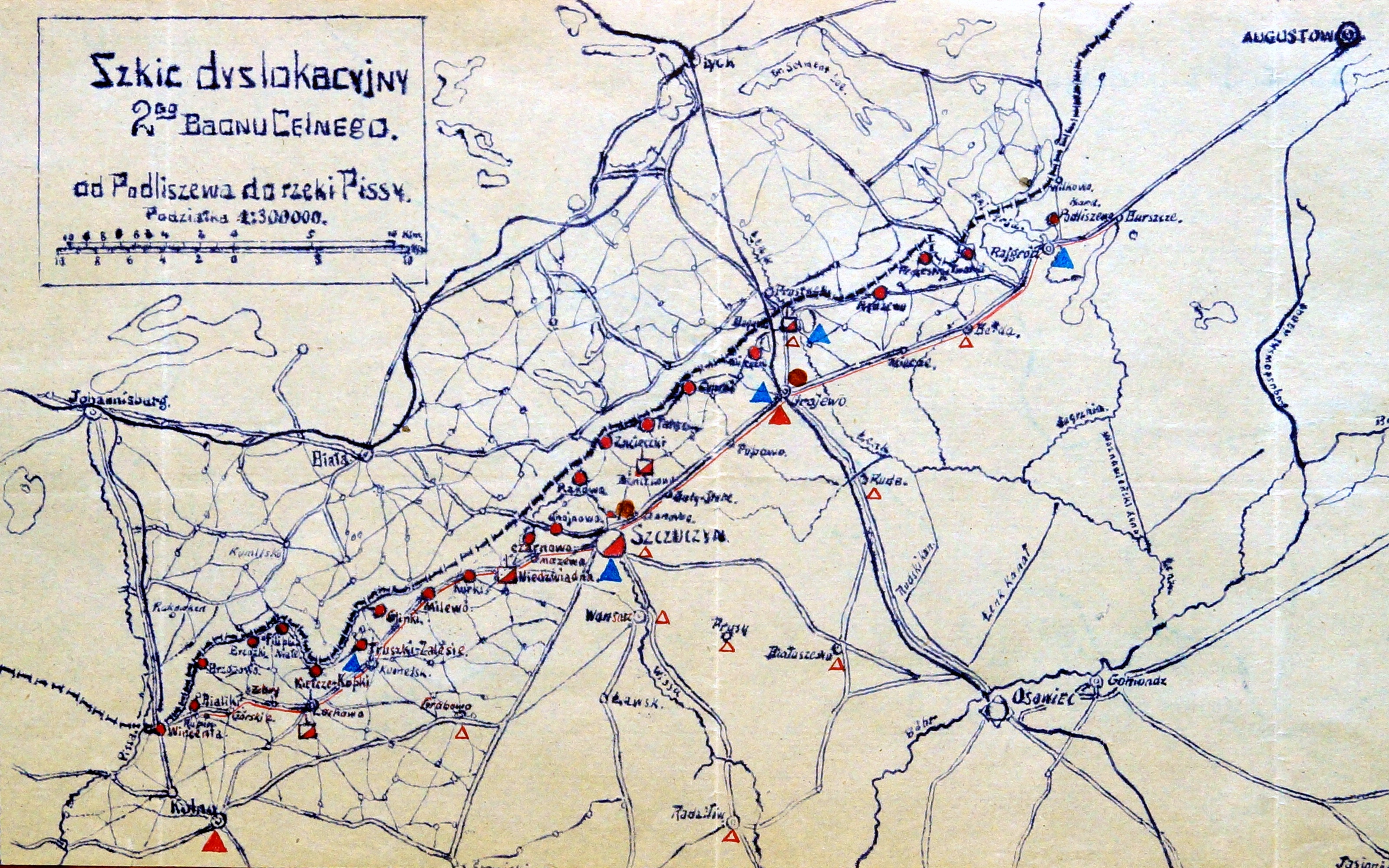
Szkic 2 batalionu celnego w 1921

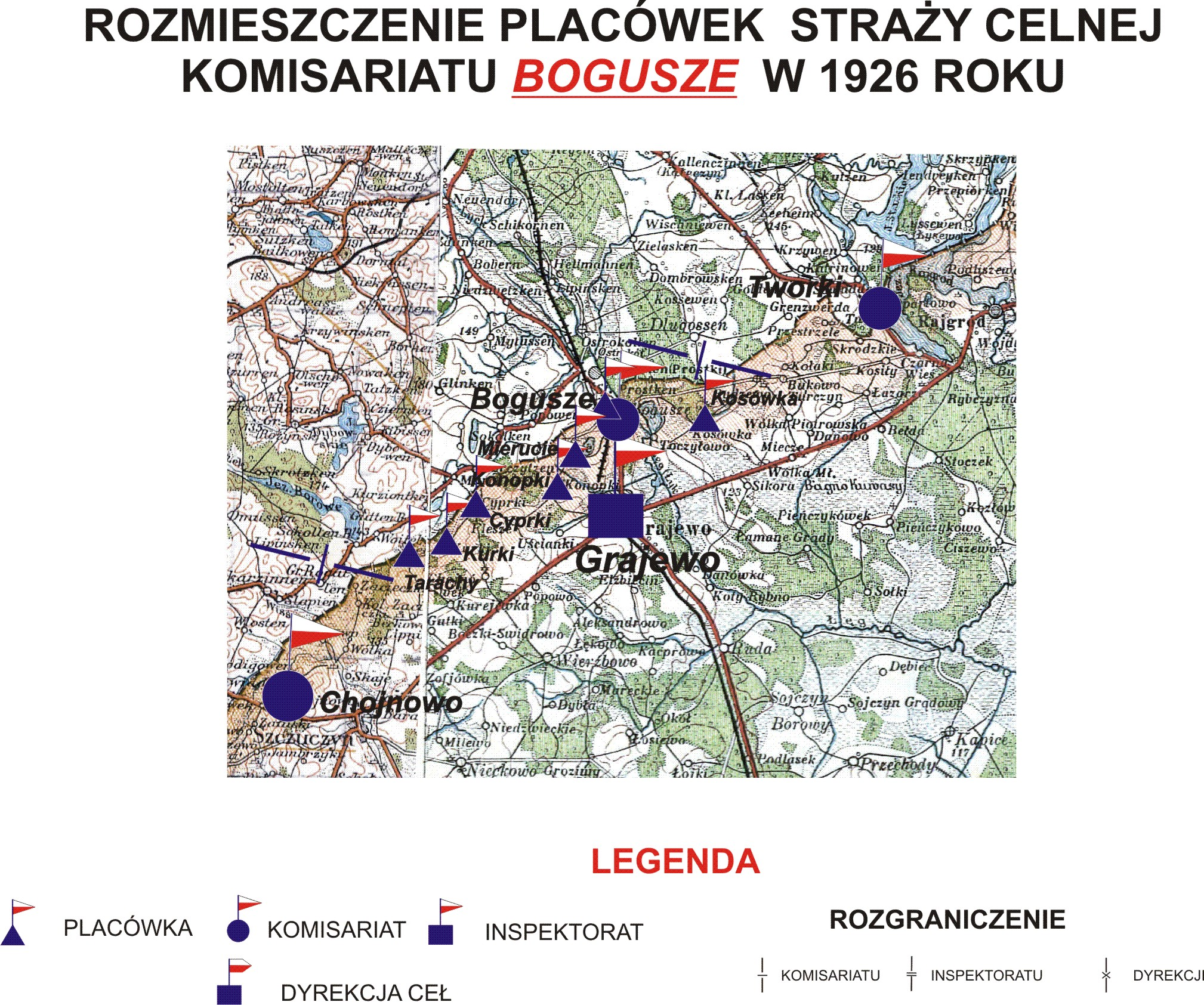
Rozmieszczenie placówek SC komisariatu "Bogusze" w 1926 roku

Komisariat Straży Celnej „Bogusze” – jednostka organizacyjna Straży Celnej pełniąca służbę ochronną na granicy polsko-niemieckiej w latach 1921–1928.

## Geneza
23 września 1920 roku w Boguszach stacjonowało dowództwo 2 szwadronu 6 pułku strzelców granicznych. Z końcem roku formację Strzelców Granicznych rozwiązano, a jej miejsce zajęły bataliony wartownicze, przekształcone wiosną 1921 w Bataliony Celne. W 1921 roku w Boguszach stacjonował sztab 1 kompanii 2 batalionu celnego.

## Formowanie i zmiany organizacyjne
Na wniosek Ministerstwa Skarbu, uchwałą z 10 marca 1920 roku, powołano do życia Straż Celną. Od połowy 1921 roku jednostki Straży Celnej rozpoczęły przejmowanie odcinków granicy od pododdziałów Batalionów Celnych. Proces tworzenia Straży Celnej trwał do końca 1922 roku. Komisariat Straży Celnej „Bogusze”, wraz ze swoimi placówkami granicznymi, wszedł w podporządkowanie Inspektoratu Straży Celnej „Grajewo”.
1 czerwca 1921 roku w Boguszach stacjonowało jeszcze dowództwo 1 kompanii celnej 2 batalionu celnego. Posiadała ona swoje placówki w miejscowościach: Tworki, Przestrzele, Rydzewo i Bogusze. Na przełomie roku 1921/1922 ochronę granicy państwowej w tym rejonie od pododdziałów 2 batalionu celnego przejęła Straż Celna.
W drugiej połowie 1927 roku przystąpiono do gruntownej reorganizacji Straży Celnej. W praktyce skutkowało to rozwiązaniem tej formacji granicznej. Rozporządzeniem Prezydenta Rzeczypospolitej Polskiej Ignacego Mościckiego z 22 marca 1928 roku w jej miejsce powoływano z dniem 2 kwietnia 1928 roku Straż Graniczną.
Rozkazem nr 1 z 12 marca 1928 roku w sprawach organizacji Mazowieckiego Inspektoratu Okręgowego, Naczelny Inspektor Straży Celnej gen. bryg. Stefan Pasławski powołał komisariat Straży Granicznej „Grajewo”, który przejął ochronę granicy od rozwiązywanego komisariatu Straży Celnej. 
Na podstawie rozkazu Mazowieckiego Inspektora Okręgowego nr 3 z 17 kwietnia 1928, do komisariatu „Bogusze” dodano placówkę „Karwowo” i placówkę „Rydzew” z komisariatu „Tworki”.
Na podstawie rozkazu Mazowieckiego Inspektora Okręgowego nr 3 z 17 kwietnia 1928, komisariat „Bogusze” przesunięto do Grajewa.

## Służba graniczna
Sąsiednie komisariaty
- komisariat Straży Celnej „Tworki” ⇔ komisariat Straży Celnej „Chojnowo” − 1926

## Funkcjonariusze komisariatu
Kierownicy komisariatu
- komisarz Mieczysław Szujecki (był w VII 1927[12]– V 1928[13])

Obsada personalna w 1926:
- kierownik komisariatu – komisarz Mieczysław Szujecki[15]
- pomocnik kierownika komisariatu – podkomisarz Marian Wasilewski

## Struktura organizacyjna
Organizacja komisariatu w 1926 roku:
- komenda – Bogusze
- placówka Straży Celnej „Tarachy”[14] (Tarach[7])[a]
- placówka Straży Celnej „Kurki I” I[14] (Kruki I[7])[b]
- placówka Straży Celnej „Cyprki”[c]
- placówka Straży Celnej „Konopki”
- placówka Straży Celnej „Mirucie”[d]
- placówka Straży Celnej „Bogusze”
- placówka Straży Celnej „Kosówka”

Organizacja komisariatu w VII 1927 roku
- komenda – Bogusze
- placówka Straży Celnej „Kurki I”
- placówka Straży Celnej „Cyrki” (Cyprki?)[e]
- placówka Straży Celnej „Konopki”
- placówka Straży Celnej „Mirucie” [f]
- placówka Straży Celnej „Bogusze”
- placówka Straży Celnej „Kosówka”